# The Christmas Season Massacre
The Christmas Season Massacre to amerykański film fabularny z 2001 roku, wyreżyserowany przez Jeremy'ego Wallace’a.

## Opis fabuły
Tommy, szkolna ofiara, bierze odwet na swoich prześladowcach. Decyduje się ich wymordować.